# Вільшинка
Вільшинка (пол. Olszynka) — гірський потік в Україні, у Жидачівському районі Львівської області. Права притока Дністра, (басейн Чорного моря).

## Опис
Довжина річки 5 км. Формується допливом та багатьма безіменними струмками.

## Розташування
Бере початок на північних схилах безіменної гори (353 м) у лісному масиві Вигода. Спочатку тече на північний захід через Монастирець і там повертає на північний схід. Далі тече через Старе Село і впадає у річку Дністер.
Притоки: Ковбаска (права).

## Цікавий факт
- У селі Монастирець на лівому березі потоку пролягає автошлях Т 1419[4].